# Lee Majdoub
Lee Majdoub, född 31 maj 1982 i Tripoli i Libanon, är en libanesisk-kanadensisk skådespelare. Han är bland annat känd för att spela rollen som Agent Stehn (engelska: Agent Stone) i filmerna Sonic the Hedgehog och Sonic the Hedgehog 2. Han har också medverkat i TV-serier som The 100 och Dirk Gentlys holistiska detektivbyrå.
Majdoub föddes i Libanon, och bodde sedan därefter i Italien och Schweiz, innan han och hans familj slutligen flyttade till Kanada när han var cirka nio år gammal. Till en början bodde familjen i huvudstaden Ottawa, men bestämde sig sedan för att flytta till Montréal.
Majdoub har tidigare studerat till civilingenjör, med inriktning på maskinteknik, på California State University i Long Beach, Kalifornien. Han tog examen från denna skola år 2005, och hade dessförinnan börjat ta skådespelarklasser, som hade föreslagits av hans egen syster.

## Filmografi (i urval)

### Filmer
- 2012 – Underworld: Awakening
- 2014 – ABCs of Death 2
- 2014 – See No Evil 2
- 2016 – Brain on Fire
- 2017 – The Mountain Between Us
- 2020 – Sonic the Hedgehog
- 2022 – Sonic the Hedgehog 2
- 2024 – Sonic the Hedgehog 3

### TV-serier
- 2007 – Bionic Woman (TV-serie)
- 2008 – Psych (TV-serie)
- 2011 – Shattered (TV-serie)
- 2011 – Fringe (TV-serie)
- 2013 – Emily Owens, M.D. (TV-serie)
- 2014 – Arrow (TV-serie)
- 2015 – Unreal (TV-serie)
- 2015 – Proof (TV-serie)
- 2015 – Once Upon a Time (TV-serie)
- 2015 – Supernatural (TV-serie)
- 2016 – The Magicians (TV-serie)
- 2017 – Prison Break (TV-serie)
- 2017 – Zoo (TV-serie)
- 2017 – Travelers (TV-serie)
- 2017 – Dirk Gentlys holistiska detektivbyrå (TV-serie)
- 2018 – The Crossing (TV-serie)
- 2019–2020 – You Me Her (TV-serie)
- 2019–2020 – The 100 (TV-serie)

### Spel
- 2013 – Tom Clancy's Splinter Cell: Blacklist
- 2017 – FIFA 18
- 2017 – Need for Speed: Payback
- 2023 – Assassin's Creed Mirage